# Bilansowanie systemu elektroenergetycznego
Bilansowanie systemu elektroenergetycznego – działania i procesy za pomocą których operatorzy systemów przesyłowych zapewniają w sposób ciągły utrzymanie częstotliwości systemu w z góry określonym zakresie stabilności oraz spełnienie wymogu dotyczącego wielkości rezerw niezbędnych do zapewnienia wymaganej jakości.
Według ustawy Prawo energetyczne bilansowanie systemu to działalność gospodarcza wykonywana przez operatora systemu przesyłowego elektroenergetycznego w ramach świadczonych usług przesyłania, polegająca na równoważeniu zapotrzebowania na energię elektryczną z dostawami tej energii.